# Frognerparken

Frognerparken er en offentlig park i Oslo. Parken indeholder skulpturparken Vigelandsanlegget af Gustav Vigeland. Frognerparken var historisk en del af den gamle Akergård Frogner Hovedgård, hvis bygninger ligger i parkens sydlige del og huser Oslo Bymuseum. Parken er Norges mest besøgte seværdighed og omfatter desuden Frognerbadet, Frogner stadion og tennisbaner. Frognerparken blev fredet efter kulturminneloven den 13. februar 2009 som første park i Norge. Frognerparken med idrætsanlæggene har et areal på 0,45 km2, hvoraf Vigelandsanlegget dækker 0,32 km2.

## Historie
Midt i 1700-tallet anlagde den daværende ejer af Frogner Hovedgård, Hans Jacob Scheel, en barokhave. Den blev udbygget mere af senere ejere, blandt dem Bernt Anker, som købte gården i 1790 og udvidede hovedbygningen til dens nuværende længde. Industriherren Benjamin Wegner overtog gården i 1836 og omdannede parken til romantisk landskabspark omkring 1840.
Det historiske parkanlæget var mindre end nutidens Frognerpark. I 1896 købte Kristiania kommune det, som var tilbage af ejendommen, efter at store dele var frasolgt til private. Efter først at have planlagt at bygge karreer i området, besluttede kommunen omkring århundredskiftet at bruge Frognerområdet til en offentlig park med mulighed for rekreation og idræt. Delene nærmest gårdspladsen blev åbnet for publikum i 1904, og det første Frogner stadion blev anlagt langs Kirkeveien. Jubilæumsudstillingen i anledning af hundredåret for Norges grundlov blev afholdt her i 1914, og aksen i udstillingsområdet med broen over Frognerdammene blev bibeholdt til senere brug for den planlagte folkepark, efter at udstillingen var overstået og de fleste midlertidige bygninger revet ned. Bygartneren Marius Røhne udarbejdede en generalplan for parken i 1917, men den blev ikke realiseret, før kommunen besluttede, at billedhuggeren Gustav Vigelands fontæne med tilhørende skulpturanlæg skulle placeres i parken.

## Skulpturparken
Gustav Vigeland fik i løbet af 1920'erne fuld kontrol med planerne for anlæggelsen af parken, og han udvidede sit oprindelige skulpturanlæg, så det kom til at dominere hele dens midterste del. På den bakke, hvor husmandsstedet Tørtberg havde ligget i forlængelse af aksen fra porten til broen og fontænen, rejste han i 1928 anlæggets centrale indslag, Monolitten, som først blev hugget færdig i 1943. Parken indeholder 214 skulpturer og 13 smedejernsporte og er udformet efter Gustav Vigelands tegninger. Alle skulpturerne er lavet af ham.

## Planter
Frognerparken indeholder en stor rosesamling på 14.000 roser, fordelt på 150 forskellige arter. Roserne i Frognerparken passes efter biologiske principper.
I dag findes der ca. 3.000 træer i Frognerparken, hvoraf nogle er mere end 250 år gamle og har en stammeomkreds på op til 5,5 meter. Blandt parktræerne er der mange eksotiske indslag som magnolia, mammuttræer, gingko og valnød.
Frognerparken forvaltes af Friluftsetaten i Oslo kommune. Den frivillige organisation Frognerparkens Venner blev stiftet i 1971 for at modarbeide kommunens planer om en motorvej gennem parken. Det er landets største støtteforening med ca. 3500 medlemmer og har som formål at bidrage til at bevare, videreudvikle og forskønne parken, både som friluftsområde og skulpturpark. Derfor modarbejder man, at der foretages indgreb i parken og dens omgivelser og søger at påvirke politikere og den offentlige opinion til at tage vare på parken og Vigelands kunst, og den indsamler midler til at gennemføre vedligeholdsarbejder.